# Cimicidae
Los cimícidos (Cimicidae) son una familia de pequeños insectos parásitos hematófagos, es decir, que se alimentan exclusivamente de  sangre, en este caso  de animales de sangre caliente: mamíferos y aves. Se llaman cimícidas o, en general, chinches, aunque este último término se refiere a las especies más famosas de la familia, Cimex lectularius, la chinche de cama común. Alrededor de 90 especies se colocan en la familia Cimicidae. Todos son ectoparásitos que viven en mamíferos y aves, de los que obtienen sangre para alimentarse. Las larvas y los adultos generalmente se quedan solo para la ingesta de comida en el huésped. El representante más conocido de esta familia es la chinche de cama (Cimex lectularius), que apesta también a los humanos, entre otras especies.

## Transmisión de patógenos
Aunque los virus y otros patógenos pueden transmitirse a los cimícidos, rara vez los transmiten a sus anfitriones. Oeciacus vicarius es un vector de varios arbovirus, pero no es matado por estos virus.